# Cavillargues
Cavillargues é uma comuna francesa na região administrativa de Occitânia, no departamento de Gard. Estende-se por uma área de 11,27 km². Em 2010 a comuna tinha 887 habitantes (densidade: 78,7 hab./km²).